# South American Cup
South American Cup är en årlig tävlingsserie i utförsåkning på skidor med tävlingar i Sydamerika, som arrangeras av det internationella skidsportförbundet FIS. Tävlingssäsongen är anpassad efter södra halvklotets vinter, så att den börjar i början av augusti och pågår till slutet av september.
Deltävlingarna körs i vintersportorter i Argentina och Chile, och man tävlar i slalom, storslalom, störtlopp, super-G och kombination.
South American Cup är en av fem kontinentalcuper under Världscupen. De övriga fyra kontinentalcuperna är Europacupen (Europa), Nor-Am Cup (i Kanada och USA), Far East Cup (i Japan, Kina, Korea och Ryssland) samt Australian New Zealand Cup.

## Vinnare

### Totalsegrare[1]
| 2000 | Cristian Javier Simiri Birkner | Argentina | Maria Belen Simiri Birkner | Argentina |
| 2001 | Cristian Javier Simiri Birkner | Argentina | Maria Belen Simiri Birkner | Argentina |
| 2002 | Cristian Javier Simiri Birkner | Argentina | Maria Belen Simiri Birkner | Argentina |
| 2003 | Cristian Javier Simiri Birkner | Argentina | Maria Belen Simiri Birkner | Argentina |
| 2004 | Zakary Brown                   | USA       | Maria Belen Simiri Birkner | Argentina |
| 2005 | Cristian Javier Simiri Birkner | Argentina | Maria Belen Simiri Birkner | Argentina |
| 2006 | Cristian Javier Simiri Birkner | Argentina | Maria Belen Simiri Birkner | Argentina |
| 2007 |                                |           |                            |           |
| 2008 | Cristian Javier Simiri Birkner | Argentina | Maria Belen Simiri Birkner | Argentina |
| 2009 | Cristian Javier Simiri Birkner | Argentina | Macerna Simiri Birkner     | Argentina |
| 2010 | Cristian Javier Simiri Birkner | Argentina | Maria Belen Simiri Birkner | Argentina |
| 2011 | Cristian Javier Simiri Birkner | Argentina | Maria Belen Simiri Birkner | Argentina |
| 2012 | Cristian Javier Simiri Birkner | Argentina | Maria Belen Simiri Birkner | Argentina |
| 2013 | Cristian Javier Simiri Birkner | Argentina | Maria Belen Simiri Birkner | Argentina |
| 2014 | Cristian Javier Simiri Birkner | Argentina | Nicol Gastaldi             | Argentina |
| 2015 | Josef Ferstl                   | Tyskland  | Noelle Barahona            | Chile     |
| 2016 | Klemen Kosi                    | Slovenien | Noelle Barahona            | Chile     |
| 2017 | Josef Ferstl                   | Tyskland  | Ester Ledecka              | Tjeckien  |
| 2018 | Marko Vukicevic                | Serbien   | Noelle Barahona            | Chile     |
| 2019 | Klemen Kosi                    | Slovenien | Macerna Simiri Birkner     | Argentina |